# Ferrovia Orientale Cinese
La Ferrovia Orientale Cinese o FOC in lingua cinese  東 清 鐵路S,  东 清 铁路S, Dōngqīng Tiělù e in russo  Китайско-Восточная железная дорога? o КВЖД, Kitajsko-Vostočnaja Železnaja Doroga o KVZhD), nota anche come "Ferrovia dell'Estremo Oriente cinese" e "Ferrovia della Manciuria settentrionale", è il nome storico di una ferrovia che attraversa la Manciuria (nord-est della Repubblica di Cina).
La linea venne costruita dalla Russia imperiale usando una concessione della dinastia Qing, e collegava Čita a Vladivostok nell'Estremo Oriente della Russia. La linea a forma di T era costituita da tre rami: il ramo occidentale, ora Ferrovia Harbin-Manzhouli, quello orientale, ora Ferrovia Harbin-Suifenhe, e quello meridionale, ora parte della Ferrovia Pechino-Harbin, che si intersecavano ad Harbin. La ferrovia e la concessione, nota come Zona della Ferrovia Orientale Cinese, erano amministrate dalla città, che divenne un importante snodo ferroviario.
Il ramo meridionale del FOC, che nel 1906 divenne la Ferrovia della Manciuria del sud, divenne il locus e parziale casus belli per lo scoppio della guerra russo-giapponese, della guerra sino-sovietica, e della seconda guerra sino-giapponese. L'Unione Sovietica restituì la FOC alla Repubblica Popolare Cinese nel 1952.

## Storia

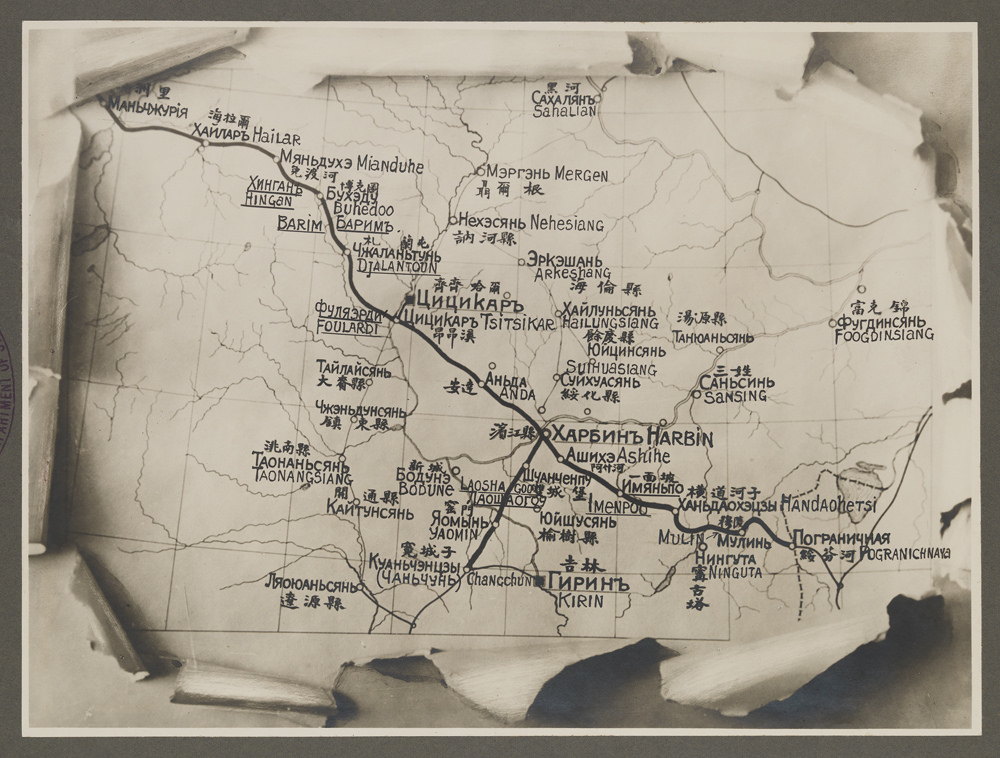
Mappa della Ferrovia Orientale Cinese dalla Manciuria a Pograničnaja, circa 1903-1919

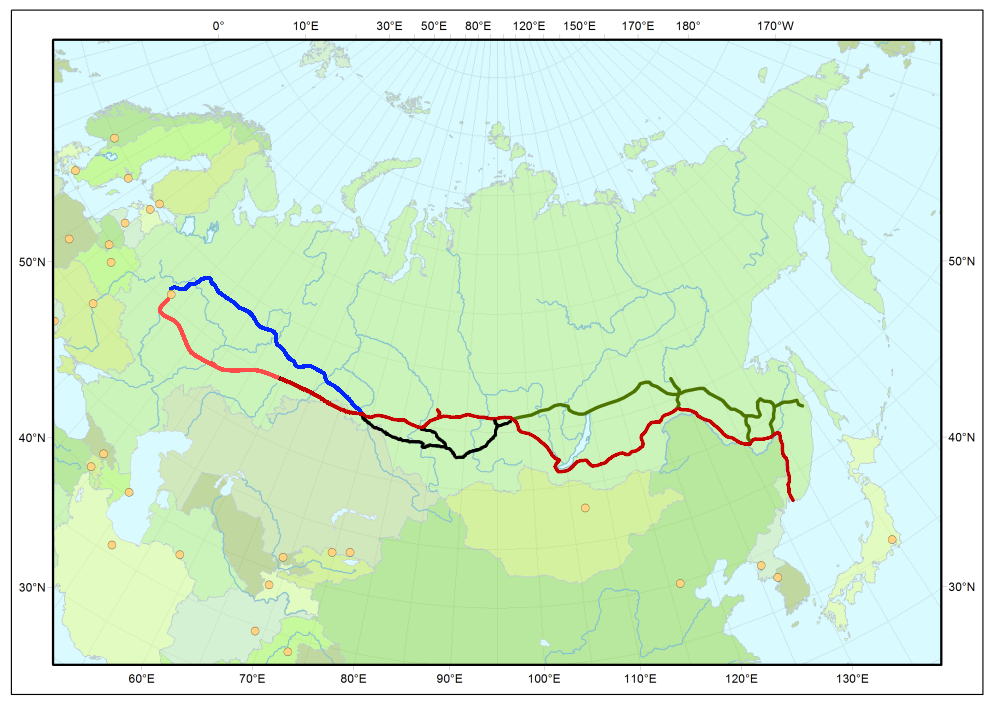
La Ferrovia Transiberiana attorno alla Manciuria in rosso; non è mostrata la Ferrovia dell'Estremo Oriente Cinese, che attraversa la Manciuria.(La sovietica Ferrovia Bajkal-Amur è tracciata in verde.)

La Ferrovia Orientale Cinese, una linea a binario unico, era una scorciatoia della ferrovia più lunga del mondo, la Transiberiana. Partiva dalla città di Čita, attraversava l'interno settentrionale della Manciuria via Harbin e arrivava al porto russo di Vladivostok. Questo percorso riduceva drasticamente la distanza lungo la rotta nord originariamente proposta per Vladivostok, che si trovava completamente sul suolo russo, ma non venne completata fino a un decennio dopo la "scorciatoia" della Manciuria.
Nel 1896 la Cina imperiale diede una concessione per la costruzione di una ferrovia che attraversasse la parte settentrionale della Manciuria. I lavori si dovevano svolgere sotto la supervisione del vice ministro dei lavori pubblici Xu Jingcheng. La costruzione iniziò nel luglio 1897 lungo la linea Tarskaja - Hailar - Harbin - Ussurijsk, e accelerarono drasticamente dopo che la Russia concluse un affitto di 25 anni del Liaodong con la Cina nel 1898. Ufficialmente, il traffico sulla linea iniziò nel novembre 1901, ma il traffico passeggeri regolare da San Pietroburgo a Vladivostok, attraverso la Transiberiana, non ebbe inizio fino al luglio del 1903.
Nel 1898 ebbe inizio la costruzione di una linea di diramazione di 880 km che in seguito costituì la Ferrovia della Manciuria meridionale. La linea aveva inizio ad Harbin e conduceva verso sud, attraverso la Manciuria orientale, lungo la penisola di Liaodong, fino al porto di Lüshunkou (importante perché con acque profonde e senza presenza di ghiaccio) che la Russia stava fortificando e trasformando in una importante base navale strategica e in un punto di appoggio per il rifornimento di carbone alla flotta dell'Estremo Oriente della Marina mercantile. Questa città, conosciuta in Occidente come Port Arthur, vide la guerra russo-giapponese (1904-1905), fondamentale ai fini della politica della porta aperta.
La ferrovia fu sostanzialmente completata nel 1902, alcuni anni prima della ferrovia che circumnavigava il lago Bajkal. Fino a quando la porzione che circumnavigava il Baikal non fu completata (1904-1905, a doppio binario, 1914), le merci trasportate sulla Transiberiana dovevano essere portate da un traghetto a quasi un centinaio di chilometri attraverso il lago (da Bajkal a Babuškin).
La FOC assunse grande importanza nelle relazioni internazionali. Dopo la prima guerra sino-giapponese del 1894-1895, la Russia ottenne il diritto di costruire la FOC in Manciuria. I russi avevano un grande esercito e occupavano la Manciuria settentrionale, cosa che era di una certa preoccupazione per i giapponesi. La Russia cercò di ottenere un "monopolio dei diritti" in Manciuria, ma la Cina reagì a questa situazione con un'alleanza con il Giappone e gli Stati Uniti contro la Russia.
Durante la guerra russo-giapponese, la Russia perse sia la penisola di Liaodong che gran parte del ramo della Manciuria del Sud ad opera del Giappone. La linea ferroviaria da Changchun a Lüshun - trasferita sotto il controllo giapponese - divenne la Ferrovia della Manciuria del sud.
Nel periodo 1917-1924 (guerra civile russa) la parte russa della FOC cadde sotto l'amministrazione dell'Armata Bianca.
Dopo il 1924, Unione Sovietica e Cina amministrarono congiuntamente la FOC settentrionale, mentre il Giappone mantenne il controllo della diramazione meridionale.
La guerra sino-sovietica del 1929 fu combattuta per l'amministrazione della FOC settentrionale.

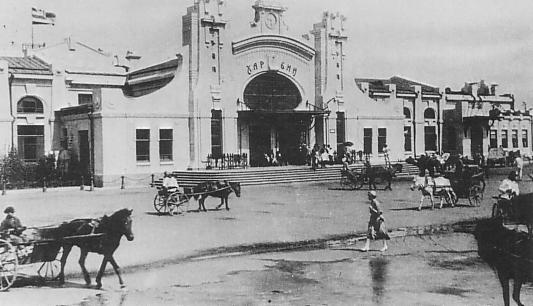
Bandiera della FOC alla stazione di Harbin (1915-1925)

Dopo la fondazione del Manciukuò divenne nota come Ferrovia della Manciuria del nord fino al 23 marzo 1935, quando l'Unione Sovietica vendette i suoi diritti sulla ferrovia al governo Manciukuò. Venne poi fusa nella Ferrovia nazionale Manciukuò e convertita a scartamento normale.
Dall'agosto 1945, la FOC tornò sotto il controllo congiunto di Unione Sovietica e Cina. In qualche modo invertendo le perdite pungenti della Russia nel 1904-1905, dopo la seconda guerra mondiale il governo sovietico insistette per occupare la penisola di Liaodong ma permise il controllo congiunto del ramo meridionale. A seguito di ciò il suo nome divenne "Ferrovia cinese di Changchun" (in russo Кита́йская Чанчу́ньская желе́зная доро́га?).
Nel 1952, l'Unione Sovietica trasferì (gratuitamente) tutti i suoi diritti sulla Ferrovia cinese di Changchun alla Repubblica Popolare Cinese.

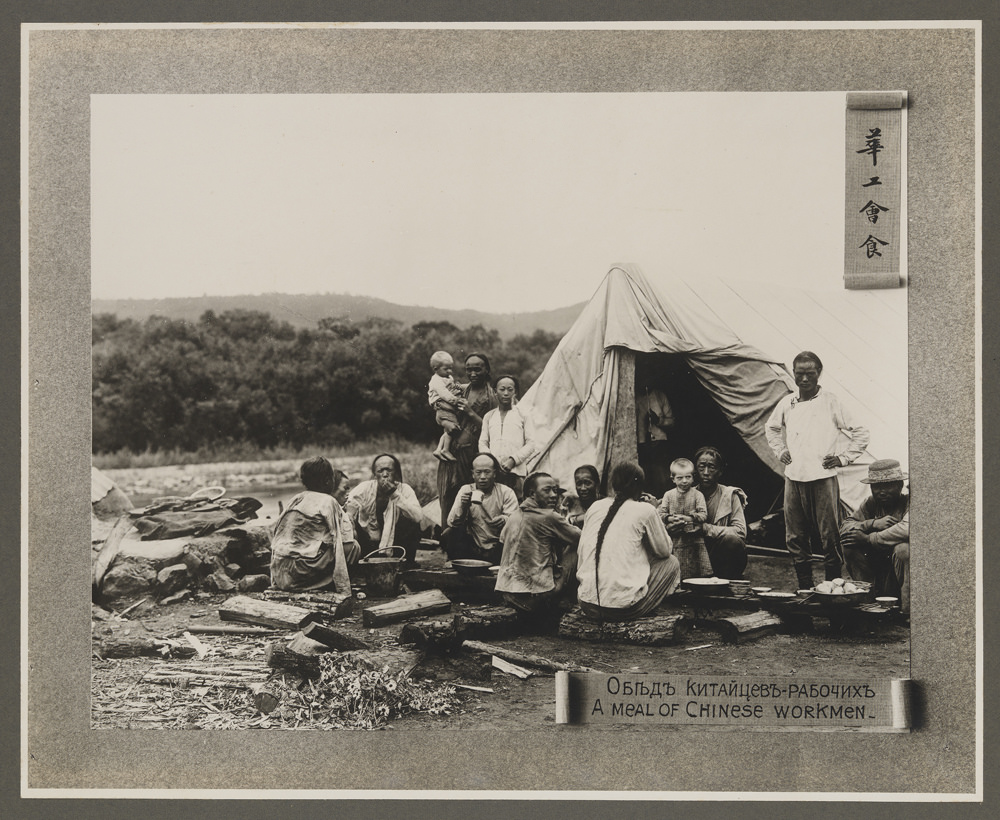
Ferrovieri della linea Orientale Cinese a pranzo, ca. 1903-1919
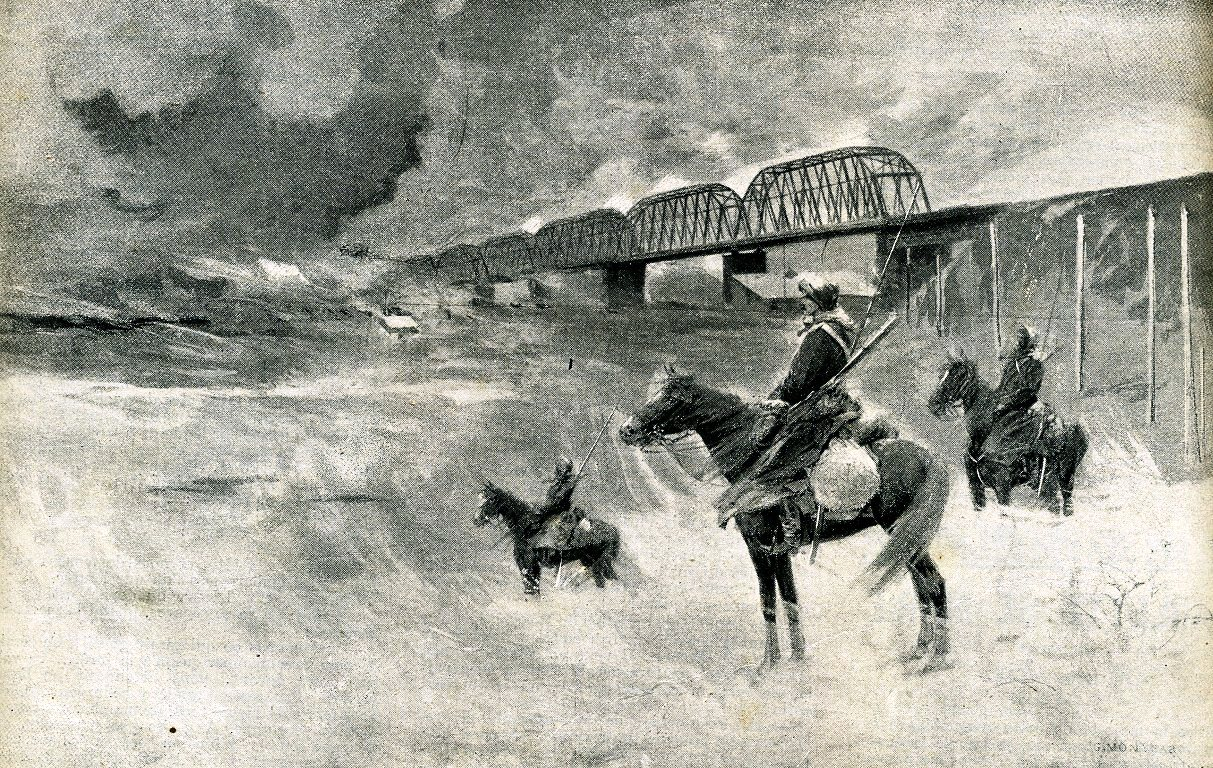
Cosacchi a guardia del ponte della FOC, sul fiume Sungari ad Harbin, durante la guerra russo-giapponese (1905)
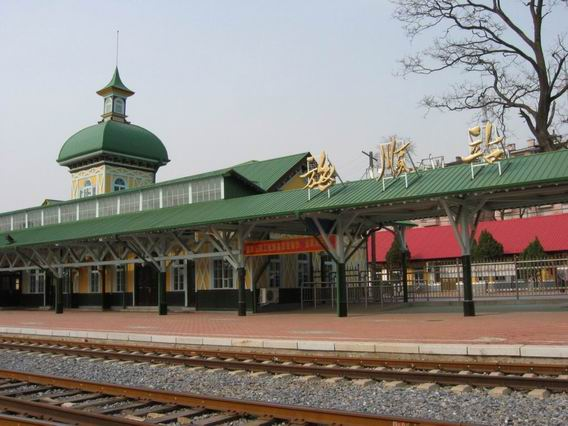
Stazione di Lüshun, costruita durante il periodo di controllo russo
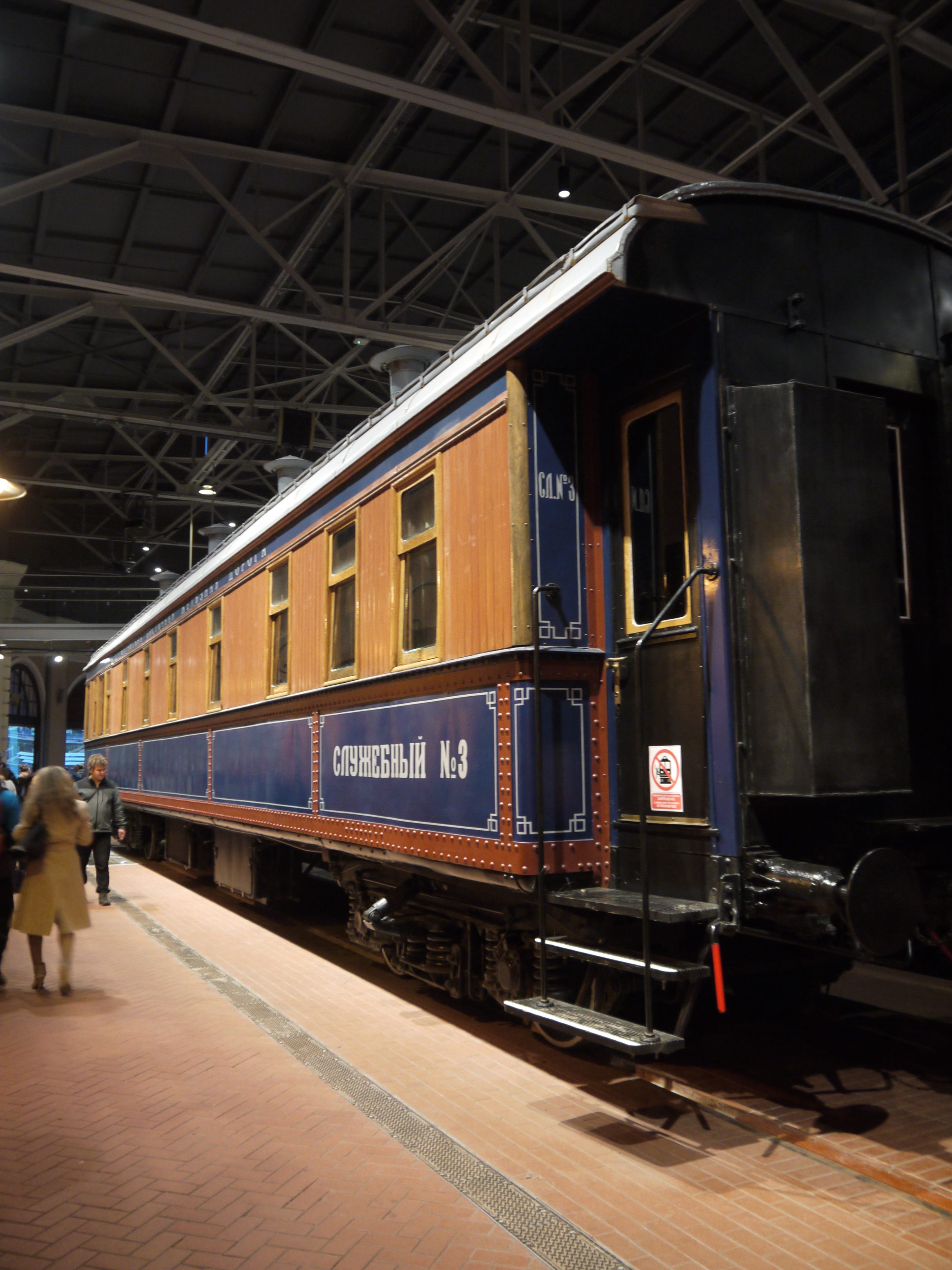
Una carrozza di prima classe della FOC al Museo ferroviario russo

## Bandiere
La bandiera della FOC è una combinazione di bandiere cinesi e russe. È cambiata più volte a seguito dei cambiamenti politici di entrambe le parti. La prima bandiera FOC (1897-1915) era una combinazione della versione triangolare della bandiera della dinastia Qing e di quella della Russia, con la scritta "Grande ferrovia delle province di Qing Qing" ( 大 清 東 省 鐵路S) in lingua cinese. La bandiera del 1915-1925 sostituì la bandiera della dinastia Qing con una versione triangolare del Bandiera a cinque colori. La bandiera fu cambiata di nuovo nel 1925 e nel 1932, con l'aggiunta della bandiera dell'Unione Sovietica e la bandiera del Manciukuò.

Bandiera del 1897-1915
Bandiera del 1915-1925
Bandiera del 1925-1932
Bandiera del 1932-1935

## Treni
I soli treni che coprono l'intero percorso sono i #19/20 "Vostok" (tradotto in "Est") Mosca - Pechino. Il viaggio da Mosca a Pechino dura 146 ore e quello di ritorno 143 ore. Ci sono anche i treni #653/654 Zabaikalsk – Manzhouli che possono essere usati per attraversare il confine russo-cinese. Il viaggio dura 25 minuti.